# Otiocerus amyotii
Otiocerus amyotii är en insektsart som beskrevs av Fitch 1856. Otiocerus amyotii ingår i släktet Otiocerus och familjen Derbidae. Inga underarter finns listade i Catalogue of Life.